# Senegambia Bridge
Die Senegambia Bridge ist eine Brücke über den Gambia-Fluss in Gambia. Sie macht den Trans-Gambia Highway, im Nachbarland Senegal als Transgambienne bekannt, durchgehend befahrbar. Sie war die erste Brücke, die die beiden Landesteile nördlich und südlich des Flusses miteinander verband.

## Geschichte
Seit 1956 gab es Pläne, eine Brücke anstelle der Fährverbindung Bamba Tenda–Yeli Tenda zu errichten. Um die Pläne voranzutreiben, gründeten die Staaten Gambia und Senegal im Jahr 1978 die Gambia River Development Organization.
Nachdem die Finanzierung geklärt war, erfolgte am 20. Februar 2015 die Grundsteinlegung. Die Bauausführung lag maßgeblich in den Händen der senegalesischen Arezki Group.
Am 21. Januar 2019 wurde die Senegambia Bridge über den Fluss im Beisein der Präsidenten von Gambia und Senegal, Adama Barrow und Macky Sall eröffnet. Die Kosten in Höhe von 3,5 Milliarden Dalasi (ca. 62 Millionen Euro) wurden komplett von der Afrikanischen Entwicklungsbank (AfDB) finanziert.

## Beschreibung
Die Senegambia Bridge ist eine mautpflichtige Brücke. Sie ist von sieben Uhr morgens an ungefähr zwölf Stunden täglich für den Verkehr geöffnet. Bis Juli 2019 ist der Schwerlastverkehr noch auf die Fährverbindung angewiesen. Vorerst dürfen nur leichte Kraftfahrzeuge die Brücke benutzen.
Mit einer Länge des Brückenbauwerks von 943 Meter ist sie eine der längsten Brücken in der Umgebung. Mit den befestigten Zufahrtsrampen durch das amphibische Mangrovengebiet beträgt die Länge 1758 Meter. Die Gesamtbreite der Brücke beträgt 12 Meter bei einer Fahrbahnbreite von 7,50 Meter und einem Fahrstreifen in jede Richtung. Das Brückenbauwerk aus Spannbeton hat 15 Brückenöffnungen. Diese ruhen auf 14 Pfeilern, davon 10 Strompfeiler, sowie zwei Widerlagern. Die maximale Durchfahrtshöhe wird mit „fünf Stockwerken“ bzw. mit 20 Meter lichte Höhe angegeben, sodass den meisten Schiffen eine problemlose Durchfahrt möglich ist. Andere Schiffe können nach Umlegen von Masten ebenfalls passieren. Das Fahrwasser der höchsten Brückenöffnung hat eine Breite von 70 Meter zwischen den aus zwei Reihen von Dalben bestehenden Schiffsabweisern, die als Rammschutz der Brückenpfeiler dienen.
95 Prozent der beim Brückenbau beschäftigten Arbeiter stammten aus Gambia oder anderen afrikanischen Ländern.

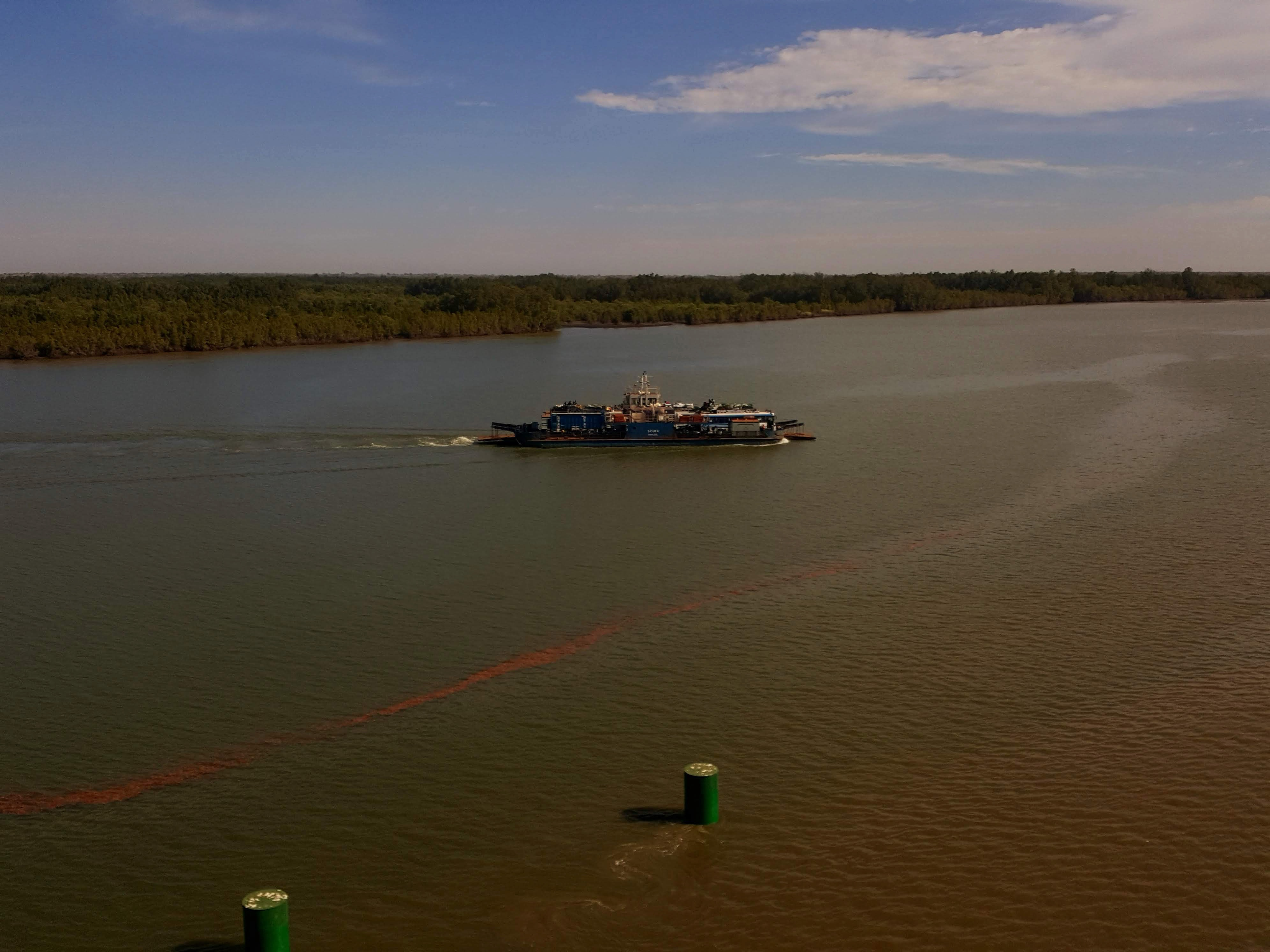
Die Fahrzeugfähre soll durch die fertiggestellte Brücke ersetzt werden
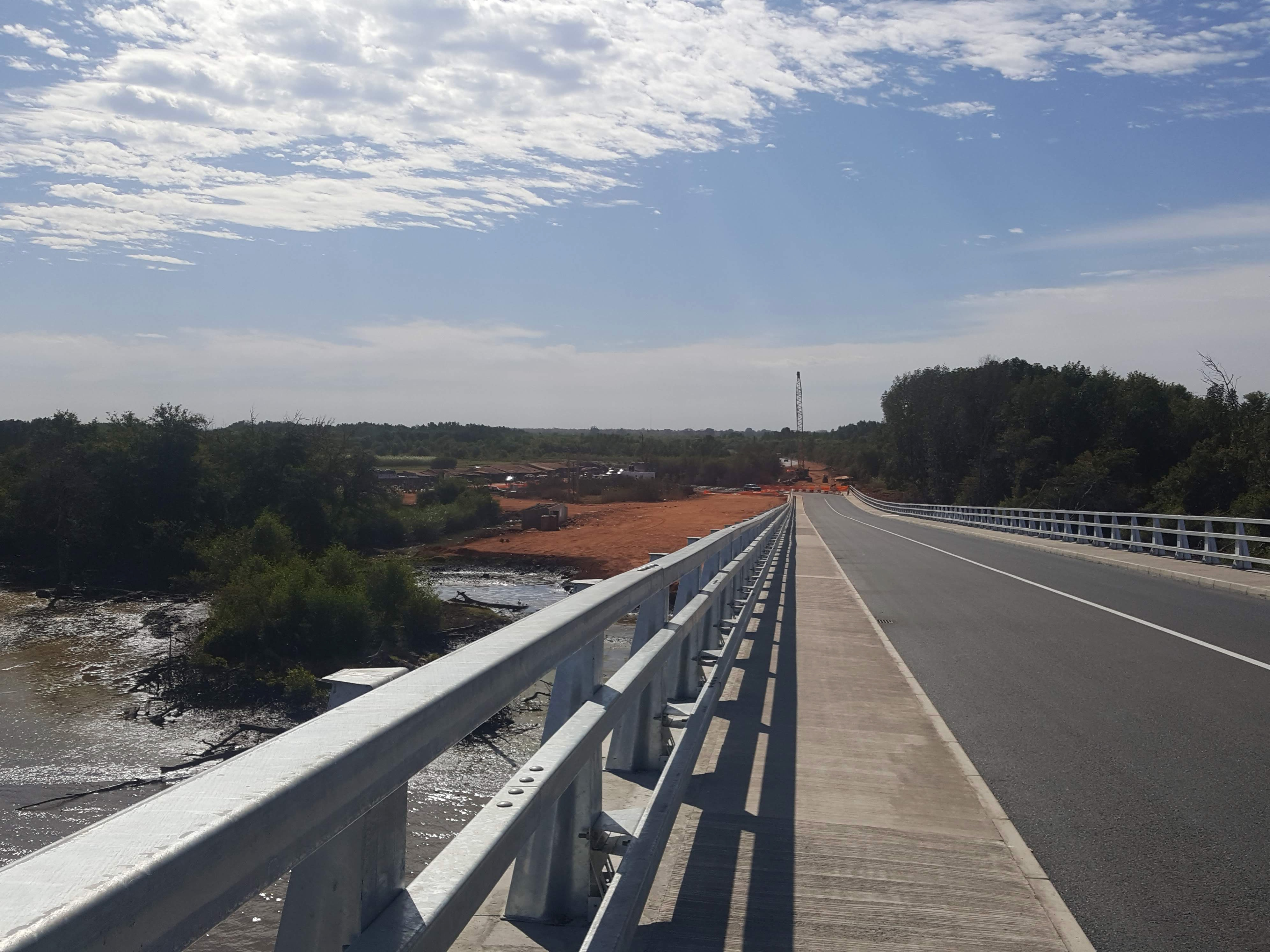
Blick vom Brückenscheitel nach Süden in Richtung Soma, (Gambia)
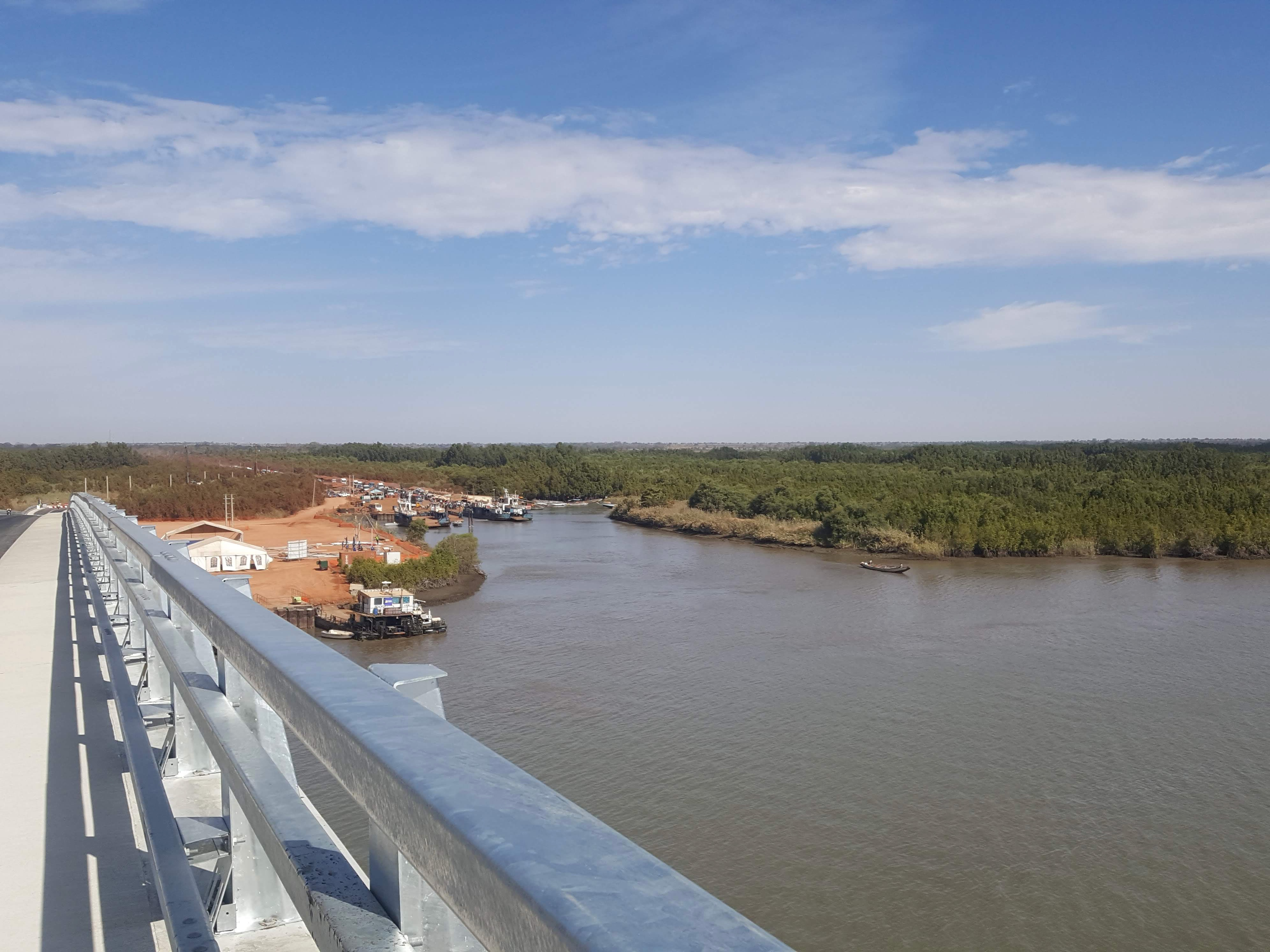
Blick vom Brückenscheitel nach Norden in Richtung Farafenni